# پریکلیس یاکوواکیس
پریکلیس یاکوواکیس (یونانی: Περικλής Ιακωβάκης؛ زادهٔ ۲۴ مارس ۱۹۷۹) دونده اهل یونان بود.
وی در مسابقات کشوری و بین‌المللی در مجموع برندهٔ ۲ مدال طلا، ۲ مدال برنز شده‌است.